# Tamridjet
Tamridjet (în arabă تامريجت) este o comună din provincia Béjaïa, Algeria.
Populația comunei este de 8.413 locuitori (2008).